# Spartaans
De uitdrukking spartaans betekent: van weinig of geen comfort voorzien.
Als iemand een spartaans leven leidt, dan wil dat zeggen dat deze persoon leeft met een minimum aan mogelijkheden om zich te ontplooien en te vermaken. De uitdrukking wordt ook gebruikt voor een hard en ascetisch bestaan, zonder luxe, of specifieker: een bezigheid waarbij men zich langdurig en zwaar moet inspannen met een minimum aan comfort, zoals professionele sporttraining of actieve oorlogsvoering.
De uitdrukking stamt van de Griekse stad Sparta uit de oudheid, waarvan de zeer weerbare bewoners eeuwenlang een sober, streng gereglementeerd en militaristisch leven leidden, waar niet of nauwelijks plaats was voor een uitgebreid familieleven of geestelijke activiteiten, kunst of cultuuruitingen.